# Семейный клуб трезвости
Семейный клуб трезвости, СКТ — добровольное объединение семей для решения проблем, обусловленных наличием какого-либо рода зависимости (в том числе алкогольной) у некоторых членов семьи.
Создателем семейных клубов трезвости стал профессор Владимир Худолин (или Владимир Удолин) — специалист в области проблем, обусловленных потреблением алкоголя, преподававший психиатрию в Загребе (Югославия). Главный элемент подхода Худолина — терапия социальной средой.
Клубы, первый из которых появился в Загребе в 1964 году, ныне существуют в 34 странах мира. Первый российский семейный клуб трезвости появился в 1992 году при Никольском храме села Ромашково.
Возможность использования семейных клубов трезвости для реабилитации лиц, имеющих алкогольную зависимость, предусмотрена документами Министерства здравоохранения Российской Федерации. Программа также получила поддержку Русской православной церкви.

## История
1 апреля 1964 года в Загребе при кафедре психиатрии Университетского госпиталя "Доктор Младен Стоянович", который сегодня называется клинической больницей Сестры милосердия, был открыт Центр по изучению проблем, связанных с употреблением алкоголя и борьбе с ними. В рамках работы Центра был создан первый семейный клуб трезвости, который осенью того же года стал работать во внебольничных условиях. Первый городской семейный клуб трезвости был назван «Максимир». Таким образом, этот день считается днем рождения семейных клубов трезвости.
Первоначально СКТ, существовавшие в крупных муниципальных округах, способствовали поддержанию ремиссии среди людей, прошедших лечение в медицинских учреждениях, и благотворно влияли на их социальное поведение. Важной вехой в истории СКТ и огромным вкладом в развитие реабилитационной программы стало привлечение семейной психотерапии к области оказания помощи зависимым людям. в 1975 году члены семей также стали участниками занятий на встречах семейных клубов трезвости. Такие небольшие клубы создавались непосредственно в местах проживания людей и находились примерно в десяти минутах езды от квартиры. На занятия в клубах собирались от 10 до 12 семей, что давало возможность получать долгосрочную поддержку всей семье.
Дальнейшее развитие движения семейных клубов трезвости сопровождалось быстрым ростом числа клубов. К началу 90-х годов их насчитывалось более 600. Это привело к постепенному переходу от «больничных» к «амбулаторным» формам помощи зависимым от алкоголя людям.
В 1980 году среди экспертов в области психиатрии и наркологии появились исследования, доказывающие, что оказание помощи в условиях наркологического стационара может сопровождаться многими негативными последствиями, связанными с психологическими и социальными последствиями. В то же время реабилитация зависимых в семейных клубах трезвости не приводило к формированию подобных осложнений.

### СКТ вХорватии
В 1990 году произошли события, приведшие к фундаментальным изменениям в социальной, политической и экономической сферах жизни в обществе, что нашло отражение и в деятельности клубов. Вследствие войны 1990—1995, приведшей к распаду Югославии на несколько независимых государств, более чем 75 % клубов прекратили свою деятельность. Часть клубов, несмотря на все трудности военного времени, продолжили свою работу благодаря, в первую очередь, поддержке со стороны наркологических стационаров, продолжавших оказывать помощь. В условиях открытого военного противостояния проблемы пьянства и алкоголизма стали иметь второстепенное значение. И стационарное лечение явилось надежным методом лечения, продолжавшим функционировать на постоянной основе и оказывать непрерывную помощь людям.
Уже в 1992 году началось восстановление клубной деятельности. В 1993 году в Загребе состоялись занятия по обучению волонтеров, захотевших научиться оказанию эффективной помощи зависимым от алкоголя людям. Закончившие программу подготовки, волонтеры затем успешно работали в клубах в качестве консультантов и составляли штат, так называемых, «ветеранов» клубов. Такие мероприятия привели к восстановлению работы ранее существовавших клубов, появились новые клубы, возродилось межклубное взаимодействие — клубы стали помогать друг другу в совместной деятельности, налаживалось взаимное сотрудничество. На регулярные ежемесячные встречи на муниципальном уровне собирались представители 3-10 клубов, затем были организованы районные и областные встречи клубов.
В 2000 году на базе психиатрической больницы Университетского госпиталя "Сестры милосердия" была создана Хорватская ассоциация семейных клубов трезвости, которая к 2014 году насчитывает 210 клубов. Плотность распределение клубов по стране различна, но, как правило, они связаны с большими областными или районными городскими центрами. Из общего числа в Загребе находятся 82 клуба. Хорватская Ассоциация семейных клубов трезвости является крупным общественным объединением в области здравоохранения и социальной помощи населению.

### СКТ вИталии
В конце 1979 года профессор Владимир Худолин с коллегами были приглашены на первый обучающий курс по социально-медицинскому подходу преодоления алкоголизма. По прошествии времени Худолина стал носить название социально-экологического. Обучение проходило в больнице Санта-Мария-делла-Мизерикордия в Удине, Италия. Завершились курсы созданием первого итальянского семейного клуба трезвости, который был основан в городе Триесте. Первыми приглашенными преподавателями в клубе были профессор Худолин со своими помощниками. Развитие клубного движения в Италии привело к тому, что, по разным оценкам, сегодня здесь насчитывается более 2200 СКТ.

### СКТ вРоссии
В 1992 году по инициативе Отдела по благотворительности и социальному служению Московского Патриархата Русской Православной Церкви группа священников во главе с отцом Алексием Бабуриным, психологов и врачей прошла обучение и подготовку в течение года у профессора Ренцо Де Стефани, директора Института по изучению проблем, обусловленных потреблением алкоголя в Тренто (Centro studi sui problemi alcolcorrelati, Trento). Таким образом, программа помощи зависимым от алкоголя, основанная на социально-экологическом подходе, стала действовать в России. Координатором программы со стороны Русской Православной церкви был назначен отец Алексий Бабурин.
«5 декабря 1992 года в селе Ромашково открылся первый семейный клуб трезвости, который возглавила бывший главный врач Московского наркологического диспансера № 11 Марина Николаевна Карпова». Вслед за первым клубом стали появляться и другие, руководители которых прошли подготовку в Италии, а затем удалось организовать курсы и в России. На курсах в Италии (3 группы), а затем в России (2 цикла) с 1992 по 1995 год было подготовлено около 150 потенциальных руководителей клубов трезвости, часть которых создала несколько десятков клубов. В 2014 году в Москве действовало 15 семейных клубов трезвости.
В 2011 году создано Межрегиональное общественное движение в поддержку семейных клубов трезвости (МОД СКТ), объединяющее свыше 20 клубов в различных регионах России. Еженедельно помощь на клубах получают свыше 250 человек.

### Всемирная организация ассоциаций семейных клубов трезвости

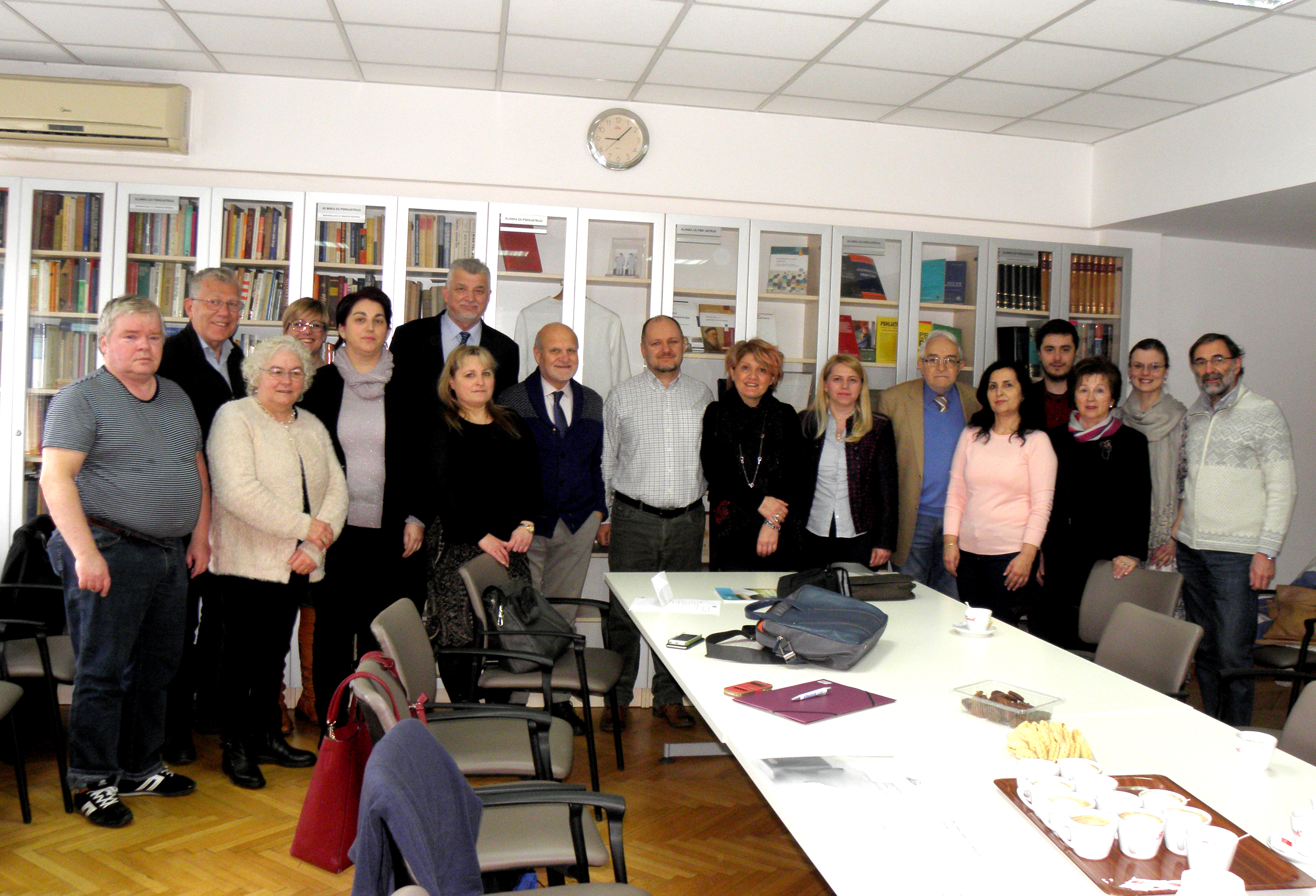
Исполнительный комитет Всемирной ассоциации семейных клубов трезвости (2018)

Всемирная ассоциация семейных клубов трезвости (англ. World Association of the Clubs of Alcoholics in Treatment) возникла на учредительном съезде, проходившем с 16 по 21 октября 2007 года в Удине (Италия).
Учредительное собрание открылось торжественной церемонией, которая проходила под председательством Эннио Пальмезино (итал. Ennio Palmesino), президента Итальянской ассоциации территориальных семейных клубов трезвости (итал. Associazioni Italiano dei Club Alcologici Territoriali), Марии Клаудии Дьоти (итал. Maria Claudia Diotti), президента Региональной ассоциации семейных клубов трезвости (итал. Associazioni Regionale dei Club Alcologici Territoriali) и Франческо Пьяни итал. Francesco Piani), президента Европейской школы алкологии и экологической психиатрии (англ. The European School of Alcohology and Ecological Psychiatry).
Устав был подписан присутствующими делегатами двадцати стран мира (Аргентина, Беларусь, Боливия, Бразилия, Чили, Дания, Эквадор, Эстония, Греция, Индия, Италия, Хорватия, Кения, Мавритания, Норвегия, Румыния, Словения, Испания, Шри-Ланка и Швеция).
Деятельность организации направлена на повышение качества жизни на Земле, укрепление и сохранение здоровья отдельных лиц, а также семей и общин на планете, в частности, путём профилактики и решения проблем, связанных с употреблением алкоголя, во всем мире, поощрение создания и развития семейных клубов трезвости. В задачи Всемирной ассоциации семейных клубов трезвости входит также дальнейшее развитие социально-экологического подхода к решению проблем, связанных с употреблением алкоголя, и другие сопутствующие задачи.
Организация обеспечивает единство методологии и терминологии в подходе к семьям с алкогольными проблемами и обучения сотрудников для работы в клубе. Это способствует сохранению преемственности подхода Владимира Худолина во всех подобных организациях в мире. Всемирная ассоциация семейных клубов трезвости является международным органом, координирующим деятельность национальных ассоциаций семейных клубов трезвости.

## Подход Владимира Худолина
Владимир Худолин утверждал, что способы потребление алкоголя, проявляющиеся в виде различных моделей употребления спиртных напитков, являются следствием накопленного культурного опыта человека. Проблемы, связанные с употреблением алкоголя, в том числе алкоголизм, возникают в тех общественных группах, где имеет место доступность алкогольных напитков и отсутствие общественных норм, запрещающих такое поведение.
В подходе Владимира Худолина алкоголизм рассматривается не как болезнь, а как патологическая модель поведения, или, скорее, образ жизни. Если культурная среда оказывает решающее влияние на развитие навыка употребления спиртного напитка, значит, решение проблемы алкогольной «привычки» должно лежать в способности изменения культурных навыков в рамках сообщества в самой простейшей его форме, то есть в семье.
Семейный клуб трезвости является добровольным сообществом семей, состоящим из не более чем 12 семей и ведущего (посредника, способствующего осуществлению общения между его членами). Деятельность СКТ направлена на изменение образа жизни его членов. Трезвость является началом такого изменения, но только лишь воздержанием от употребления психоактивных веществ такое изменение образа жизни не ограничивается. Беседа во время встречи семей один раз в неделю продолжается в течение примерно полутора часов. Каждый член семьи, испытывающий трудности в связи алкогольными проблемами, предлагает обсудить свою ситуацию и поговорить о себе в соответствии с принципом «здесь и сейчас». Всех членов семьи просят воздержаться от употребления алкогольных напитков, а также вновь приглашают на регулярные еженедельные встречи клуба. Действительно, приняв принципы семейной психотерапии, на встречах СКТ считают, что все члены семьи могут способствовать улучшению качества отношений внутри семьи. Таким образом, вполне естественным считается, когда даже очень маленькие дети посещают клубные встречи вместе с родителями.

## Организация СКТ

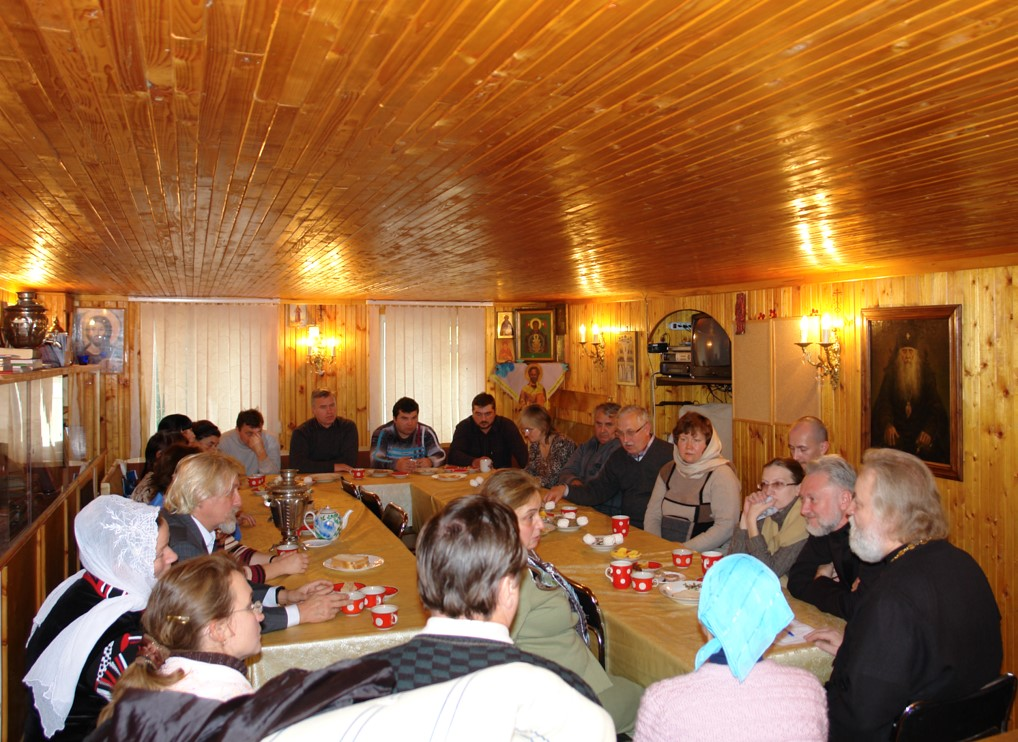
Приходский семейный клуб трезвости при Никольском храме в селе Ромашково Одинцовского района Московской области (2004)

Семейные клубы трезвости представляют собой организованные на принципах самопомощи и взаимопомощи объединения граждан.
На встречах в клубах собираются от 10 до 12 семей, где они проводят совместные семейные беседы с участием специалистов, а также людей, уже длительно ведущих трезвый образ жизни, так называемых «ветеранов» клуба. Заседания клуба проводятся регулярно один раз в неделю и продолжаются около двух часов. Посещение заседаний клуба является обязательным для всех его членов. После того, как произошло знакомство семей в клубе, избираются президент, секретарь и кассир. В обязанности президента клуба входит координация взаимодействия семей, организация активного патронажа неблагополучных семей на дому, поддержание отношений с другими клубами и общественными организациями. Секретарь ведет журнал посещаемости семей, в котором отмечаются также и дни трезвости каждой семьи. Кассир занимается финансовыми вопросами, собирает взносы членов клуба, которые расходуются на общие нужды (организация чаепитий, совместных поездок за город и др.). Размеры взносов обсуждаются на заседании клуба. Заседания проводятся в порядке очередности всеми членами клуба. Член семьи, ведущий очередное заседание клуба, коротко записывает его содержание, и последующая встреча начинается с прочтения протокола предыдущего заседания.
Во время каждой встречи все семьи добровольно, в произвольной форме, излагают события прошедшей недели и предлагают тему для обсуждения в клубе. По всем обсуждаемым проблемам члены клуба могут свободно высказываться, стараясь не навязывать своё мнение окружающим и не делать оценочных суждений. Наиболее сложной проблемой в работе СКТ является «срыв» одного из его членов. С целью предотвращения «срыва» члены клуба организуют активный патронаж неблагополучных семей, стараясь помочь им в разрешении проблем. Если «срыв» все же произошел, то вся деятельность клуба направляется а создание условий, способствующих выходу данной семьи из кризиса. Особые дни в работе СКТ — это «круглые» даты сроков длительности трезвости каждой семьи, которые торжественно отмечаются всеми его членами. Важной особенностью работы СКТ является то, что их посещают не только супруги, но и дети. Каждая семья приносит в клуб свой жизненный опыт, все семьи вместе творчески осуществляют поиск конструктивного решения возникших проблем. Организаторы клубов работают на общественных началах. Для размещения клубов могут использоваться комнаты в служебных помещениях и частные квартиры. О своей деятельности клубы широко информируют общественность.
Семейные клубы трезвости не зависят от каких-либо государственных учреждений и коммерческих организаций, не принадлежат к каким-либо политическим партиям, открыты для сотрудничества со всеми заинтересованными сторонами в области охраны здоровья, как государственными, так и частными. Отличительными чертами семейных клубов трезвости как программы помощи людям, страдающим от алкоголизма, является участие всех членов семьи в развитии культуры ответственного отношения к своему здоровью и здоровью окружающих близких людей. Семья является при этом основным ресурсом реализации процесса роста и изменения человеческих отношений.

## Семейная психотерапия
Работа на клубах в семейном формате способствует изменению поведения во всей семейной системе в целом. Результатом этого становится внутренний рост и созревание семьи, как бы её взросление, формируется иной образ жизни всех её членов, где нет места алкоголю. Присутствие на занятиях семейного клуба трезвости всех членов семьи способствует достижению таких значительных результатов, как её восстановление.
Проработка на занятиях в своем кругу сложных семейных ситуаций в присутствии профессиональных специалистов является неотъемлемой частью многих программ, ставящих перед собой задачу охраны общественного здоровья и борьбы с проблемами, связанными с пьянством и алкоголизмом. Такой элемент помощи используется как в семейных клубах трезвости, так и в группах АА.
Для современных технологий медицинской помощи и социальной работы в системе здравоохранения характерны интеграция подходов самопомощи и взаимопомощи в лечебных и реабилитационных программах. Только в таком случае может быть достигнут конечный результат, состоящий в улучшении здоровья и качества жизни обращающихся за помощью людей.

## Деятельность СКТ
Национальные ассоциации семейных клубов трезвости проводят и множество других мероприятий, такие как спортивные состязания и поэтические вечера, творческие концерты. Такие события нередко проходят под девизом «Спорт против наркомании», или «Поэзия против наркомании».
Семейные клубы трезвости остаются всегда открытыми для общества, в котором они существуют и работают. Поэтому в основными задачами в деятельности клубов являются профилактические мероприятия в сфере борьбы с алкоголизмом и другими зависимостями, а также социальные программы по улучшению психического здоровья и укреплению здорового образа жизни их участников.